# Giants de Graz

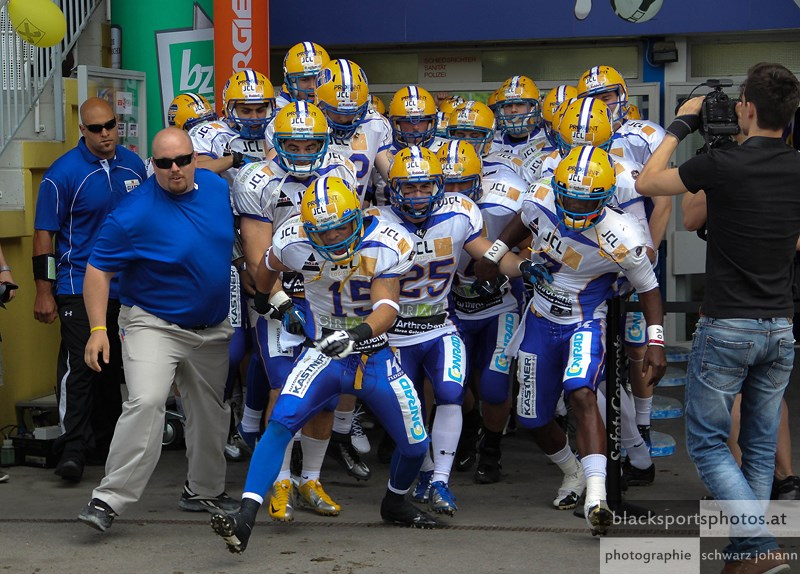
Joueurs de Giants de Graz

Les Giants de Graz (Graz Giants) est un club autrichien de football américain basé à Graz. Ce club qui évolue au Stadion Graz-Eggenberg (8500 places) fut fondé en mai 1981.

## Palmarès
- Austrian Bowl
  - Champion : 1986, 1987, 1988, 1990, 1991, 1992, 1995, 1997, 1998, 2008
  - Vice-champion : 1984, 1989, 1994, 1996, 1999, 2002, 2003, 2007, 2020

- EFAF cup
  - Vainqueur : 2002, 2006, 2007